# Absalón de los Ríos
Absalón De Los Ríos (Caracas, Venezuela, 3 de junio de 1983) es un actor y animador de televisión venezolano.
T.S Universitario en Gerencia de la Información. Licenciado en Comunicación Social y Abogado Venezolano.

## Biografía
Nace en Caracas en el seno de una familia que tiene raíces españolas: su nombre deriva de un pasaje bíblico según el que Absalón fue el tercer hijo de David, y significa "Padre de Paz". Este actor y locutor comenzó su carrera en el año 2002, mientras estudiaba informática y paralelamente cursaba talleres de actuación en la Academia de Radio, Cine y Televisión de RCTV.
Además, en el medio comunicacional Absalón también se ha desarrollado como modelo, siendo imagen de innumerables marcas que le han brindado exposición pública. 
En el 2005 continuó sus estudios, esta vez bajo la tutoría de Levy Rossell y fue durante ese año cuando se le abrieron las primeras puertas en la radio, haciendo 3 radionovelas por 94.9 FM y 100.3 FM; así como también en el teatro, gracias eal Ciclo de lecturas dramatizadas de teatro Levy Rossell.
Consiguió su primer papel en una telenovela con Caramelo e' Chocolate, donde se desempeñó como la contrafigura. Posteriormente RCTV le brindó una oportunidad dentro de la novela La Trepadora, y luego encarnó al personaje antagónico juvenil en Calle Luna, Calle Sol. 
En el 2012 comenzó un nuevo proyecto de la mano de Venevisión con el dramático Válgame Dios, interpretando a Constantino, una de las figuras principales. 
En 2013 participó en la primera producción en HDTV de Venevisión, Los secretos de Lucía. En 2014 ingresó como estrella del canal estatal TVes para estrenarse como animador en el primer programa tras el cambio de presidencia en el canal, Te ves en la mañana. En 2015 pasó a conducir la versión nocturna del programa, Te ves en la noche.

## Filmografía
| Año  | Teleserie             | Personaje                | Cadena Televisiva |
| ---- | --------------------- | ------------------------ | ----------------- |
| 2017 | La Viuda Millonaria   | Teniente Arriechi        | Villa del Cine    |
| 2014 | Los secretos de Lucía | Cabo Bermúdez            | Venevisión        |
| 2012 | Válgame Dios          | Constantino "Tino" Durán | Venevisión        |
| 2009 | Calle Luna, Calle Sol | Aldo Luján "El Jefe"     | RCTV              |
| 2008 | La Trepadora          |                          | RCTV              |
| 2008 | Caramelo e' Chocolate | Ulises                   | TVes              |

### Cortometrajes
- Maestra Vida
- Holocausto de amor
- Mía Magdalena